# Arturo Falaschi
Arturo Falaschi (Roma, 21 gennaio 1933 – Montopoli in Val d'Arno, 1º giugno 2010) è stato un genetista italiano.

## Biografia

### Studi
Si laureò in Medicina all'Università degli Studi di Milano nel 1957. Dopo la laurea, intraprese due percorsi post-doc: il primo, dal 1961 al 1962, all'Università del Wisconsin con Har Gobind Khorana e Julius Adler, e il secondo all'Università di Stanford, con Arthur Kornberg, dal 1962 al 1965.
I suoi principali interessi di ricerca riguardavano lo studio a livello molecolare del DNA e la sua duplicazione nei batteri e nell'uomo.

### Attività scientifica e accademica
Ha insegnato Biologia molecolare all'Università degli Studi di Pavia dal 1966 al 1979, dove rimase direttore della scuola di specializzazione in Genetica (dal 1979 al 1984). È stato direttore dell'Istituto di Genetica Biochimica ed Evoluzionistica (IGBE) del CNR di Pavia (Ora IGM, Istituto di Genetica Molecolare) dal 1970 al 1987 e direttore del Progetto Finalizzato “Ingegneria Genetica” del CNR dal 1982 al 1989.
Per diversi decenni si è occupato della ricerca dell' Origine di replicazione del DNA umano di cui scoprì il primo sito nel 1986, sviluppando poi questo filone di ricerca con diversi gruppi di lavoro. Credeva infatti fortemente nell'importanza della ricerca di base per lo sviluppo delle conoscenze e della medicina.
È stato coordinatore della scuola di genetica molecolare della Scuola Internazionale Superiore di Studi Avanzati Scuola Internazionale Superiore di Studi Avanzati (SISSA) di Trieste (dal 1988 al 2001) e professore di biologia molecolare alla Scuola Normale Superiore di Pisa, dal 2004 fino alla sua morte.

### Cooperazione internazionale
Oltre all'attività scientifica, e alla direzione di numerosi istituti scientifici, si è impegnato sul fronte della internazionalizzazione della scienza e della collaborazione tra il nord e il sud del mondo: nel 1983 convinse 26 governi di paesi sviluppati o in via di sviluppo a istituire l'International Centre for Genetic Engineering and Biotechnology (ICGEB), dotato di due componenti, una in India (con sede a Nuova Delhi) e una seconda a Trieste, entrambe dedicate alla ricerca e alla formazione di giovani ricercatori provenienti da paesi in via di sviluppo. Dell'ICGEB fu anche direttore dal 1989 al 2004.
Sempre nello stesso filone, divenne direttore del Asia Pacific Molecular Biology Network (A-IMBN), dal 2006 al 2009, per la promozione dell biotecnologie in Asia e quindi Senior Counselor dal 2009 alla morte. Ebbe un ruolo chiave nell'organizzazione dell'A-IMBN ed esercitò una notevole influenza sulla pianificazione dell'attività.

### Riconoscimenti
- Premio Scanno per l'innovazione tecnologia nel 1982 e nel 1992.
- Vicepresidente del Comitato nazionale per le biotecnologie del Ministero per la ricerca scientifica e tecnologica (dal 1985)
- Membro dell'European science and technology assembly dell'Unione europea (dal 1994),
- Membro dell'Accademia Europea dal 1997
- Membro della Academy of Sciences for the Developing World dal 1997
- Membro del Consiglio direttivo del CNR dal 1999
- Presidente del Council of scientists dello Human Frontier Science Programme statunitense, dal 1999.
- Medaglia d'oro e diploma di prima classe dei Benemeriti della scienza e della cultura del Presidente della Repubblica Italiana, nel 1998

#### Riconoscimenti alla memoria
- Aula Arturo Falaschi presso il Conservatorio Santa Chiara, San San Miniato, Pisa, su fondazioneconservatoriosantachiara.it.
- Aula Arturo Falaschi presso l'IGM di Pavia, su igm.cnr.it. URL consultato il 31 maggio 2012 (archiviato dall'url originale il 10 ottobre 2014).
- Sede dell'ICGEB di Trieste intitolata alla memoria del Professor Arturo Falaschi, su icgeb.org. URL consultato il 31 maggio 2012 (archiviato dall'url originale il 4 marzo 2016).
- The Arturo Falaschi Fellowship Programme: un programma di borse di studio dedicato alla memoria del professor Arturo Falaschi
- Arturo Falaschi Lectures, su Consiglio Nazionale delle Ricerche, 21 febbraio 2011. URL consultato il 13 settembre 2021 (archiviato dall'url originale il 13 aprile 2013). Organizzate dall'Istituto di Genetica Molecolare del CNR con la collaborazione della Fondazione Adriano Buzzati Traverso.
- The Arturo Falaschi Conference Series on Molecular Medicine Serie di conferenze in Medicina Molecolare e terapia genica iniziate dal prof. Arturo Falaschi e a lui dedicate dopo la sua morte.

## Pubblicazioni
- Struttura e sintesi del DNA, Piccin, Padova, 1980
- The quest for a human ori, 'Genetica',1994;94(2-3):255-66.
- DNA. Storia di una scoperta, Editoriale Scienza, 1995
- Start sites of bidirectional DNA synthesis at the human lamin B2 origin, Science 2000 Mar 17;287(5460):2023-6.